# Famille von Willisen
 (septembre 2024).
La famille von Willisen est une famille noble allemande.

## Origines
La famille est originaire de la Wetterau. La ligne principale commence par Johann Will, greffier de la ville de Windecken près de Hanau. En 1702, il est admis au rang de noblesse d'Empire et de chevalier avec Edler von Willisen pour le conseiller secret effectif du duc de Saxe-Naumbourg Emanuel Willius (1656-1728). La reconnaissance de noblesse saxonne-zeitzoise est accordée à ce dernier le 28 octobre 1702. L'autorisation prussienne de porter le titre de baron estordée à Friedrich Adolf von Willisen et à ses descendants par le décret du cabinet royal du 10 janvier 1863, ainsi qu'à ses frères aînés Karl Friedrich Ferdinand (de) (1788-1873) et Karl Wilhelm et à leurs descendants par le décret du cabinet royal du 29 avril 1866.

## Blason

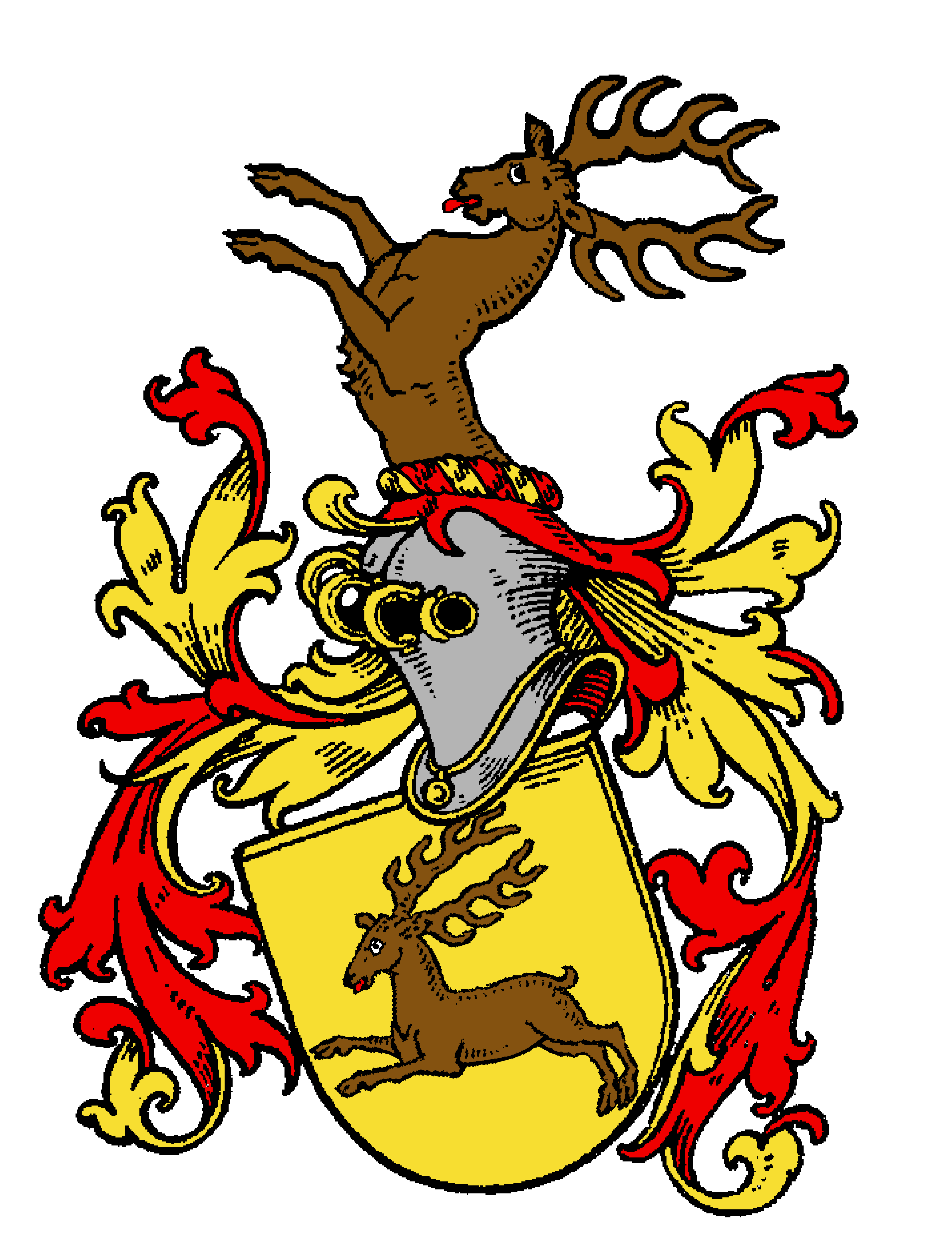
Armoiries familiales de la famille von Willisen

### Blasonnement des armoiries d'origine
1702 : Le blason en or, dessus un cerf naturel bondissant ; sur le casque avec lambrequin rouge et or : le cerf croissant.

### Blasonnement des armoiries baronniales
1863 ou 1866 : Les armoiries sont écartelées. Les premier et quatrième quarts en rouge montrent un renard doré tourné vers l'intérieur, tenant dans ses pattes antérieures une scie en argent au manche doré, la lame de scie tournée vers l'intérieur. Les deuxième et troisième quarts, en or, représentent un cerf naturel à dix pointes bondissant vers l'intérieur. Le blason est couronné de deux heaumes ; sur le casque droit avec des couvertures rouges et or : le renard avec la scie qui pousse, sur le casque gauche le cerf qui pousse.

## Personnalités
- Achim von Willisen (1900-1983), chef forestier, résistant
- Friedrich Adolf von Willisen (1798–1864), général de cavalerie prussien, écuyer en chef et diplomate
- Friedrich Wilhelm von Willisen (de) (1876-1933), officier prussien, président du Deutscher Schutzbund, directeur de l'école d'aviation
- Hans-Karl von Willisen (1906-1966), pionnier de la technologie de mesure radio, développeur du système radar allemand
- Hans von Willisen (1837-1905), lieutenant général prussien, député de la Chambre des représentants de Prusse
- Karl von Willisen (de) (1788-1873), lieutenant-général prussien
- Karl von Willisen (1819-1886), général de cavalerie prussien
- Karl von Willisen (1858-1937), lieutenant-général prussien
- Karl Wilhelm von Willisen (1790-1879), lieutenant-général prussien et écrivain militaire